# Malware mobile
Il malware mobile è una tipologia di malware che prende di mira dispositivi mobili quali telefoni cellulari, smartphone e PDA con funzionalità wireless, provocando il collasso del sistema e la perdita o la fuga di informazioni riservate. Poiché i dispositivi mobili sono sempre più diffusi ed evoluti, la loro sicurezza e protezione contro gli attacchi elettronici sotto forma di virus o altri malware è divenuta sempre più complessa e difficile da garantire.

## Storia
Uno dei primi malware non propriamente definibili come malware mobile, essendo destinati ad infettare i personal computer anziché i dispositivi mobili, ma comunque noti per la loro diffusione tramite telefoni cellulari fu Timofonica, sviluppato in Spagna ed identificato dai laboratori antivirus in Russia e Finlandia nel giugno del 2000. Timofonica era un worm simile ad ILOVEYOU che inviava messaggi SMS ingannevoli ai cellulari GSM tramite il gateway SMS Internet dell'operatore di telefonia mobile Movistar, invitando le vittime a consultare un allegato che, una volta aperto, trasmetteva il worm a contatti di posta elettronica memorizzati su Outlook Express, così da colpire PC con sistema operativo Windows.
Nel giugno del 2004 si scoprì che un'azienda chiamata Ojam sviluppò un trojan antipirateria, inserito nelle vecchie versioni del suo gioco per cellulare Mosquito, che spediva messaggi SMS all'azienda all'insaputa della vittima che aveva installato il gioco senza licenza sul suo dispositivo mobile.
Nel luglio del 2004 venne diffuso il primo vero e proprio malware mobile, denominato Cabir, il quale infettava i telefoni cellulari con sistema operativo Symbian e si trasmetteva tramite Bluetooth; pochi mesi dopo, nel marzo del 2005, si diffuse il worm Commwarrior-A, il quale colpiva i telefoni cellulari Symbian con interfaccia Serie 60  e si replicava attraverso messaggi MMS, inviando copie ai contatti memorizzati nella rubrica del telefono infettato. In ogni caso, durante il periodo di principale diffusione di Symbian (ovvero tra il 2003 e il 2012) vennero creati innumerevoli malware per infettare e copiare dati sensibili dai dispositivi mobili che supportavano tale sistema operativo; generalmente questi malware avevano estensione .sis (eseguibili per Symbian) o .jar (per cellulari che avevano l'interprete Java) e si trasmettevano prevalentemente tramite MMS e Bluetooth.
Nell'agosto del 2010 Kaspersky Lab segnalò il trojan Trojan-SMS.AndroidOS.FakePlayer.a, che fu il primo malware SMS progettato per colpire dispositivi mobili con sistema operativo Android e che inviava messaggi SMS a pagamento senza che la vittima se ne rendesse conto. Da allora si sono progressivamente diffusi svariati malware per attaccare i dispositivi Android, tra cui HummingBad, progettato nel 2016 dal gruppo cinese di cybercriminali Yingmob (controllante all'epoca più di 85 milioni di dispositivi mobili nel mondo), il quale infettò circa 10 milioni di dispositivi per sottrarre dati da rivendere e generare banner pubblicitari invadenti, facendo fruttare al gruppo criminale circa 300.000 dollari al mese. Stando ad un report pubblicato nel marzo del 2025 e relativo all'anno 2024, le tipologie prevalenti di malware contro dispositivi Android sono rappresentate da adware e trojan.
Per contrastare il fenomeno della diffusione del malware mobile, diverse aziende di software antivirus offrono programmi antivirus per dispositivi mobili. Inoltre, gli sviluppatori di sistemi operativi cercano di arginare il malware mobile effettuando controlli di qualità sui software e sui contenuti offerti tramite le loro piattaforme di distribuzione digitale come Google Play o App Store. Ciononostante, uno studio pubblicato nel 2014 ha dimostrato che i programmi antivirus per dispositivi mobili sono inefficaci a causa della rapida evoluzione del malware mobile.
A partire dagli anni 2020 gli algoritmi di apprendimento profondo sono stati adottati anche per il rilevamento di malware su dispositivi mobili.